# Овсяники (Кировоградская область)
Овсяники (укр. Вівсяники) — село в Ольшанской поселковой общине Голованевского района Кировоградской области Украины.
До 2020 года входило в Ольшанский район
Население по переписи 2001 года составляло 582 человека. Почтовый индекс — 26620. Телефонный код — 5250. Код КОАТУУ — 3524382701.